# Antônio Xisto Albano
Dom Antônio Xisto Albano (Fortaleza, 6 de agosto de 1859 — 22 de fevereiro de 1917) foi sacerdote católico brasileiro, tendo sido bispo diocesano de São Luís do Maranhão, entre 1901 e 1905.

## Biografia
Filho do coronel José Francisco da Silva Albano, barão de Aratanha, e de Liberalina Angélica da Silva Albano (irmã do poeta Juvenal Galeno). Cursou os estudos iniciais no Ateneu Cearense de 1870 a 1874. Em 6 de abril deste último, foi acompanhado pelos pais para a Europa, permanecendo em Portugal no Colégio dos Padres Lazaristas de Lisboa, até junho de 1876, e depois na França, onde estudou no Colégio dos Irmãos da Doutrina Cristã, em Dreux, e mais tarde no dos Padres Lazaristas em Montdidieux, onde concluiu os estudos preparatórios. Durante esse tempo passou alguns meses na Inglaterra e percorreu a França, a Itália, a Suíça, a Bélgica, a Áustria e a Alemanha.
Em outubro de 1880, entrou para o seminário de São Sulpício de Paris e ali cursou por cinco anos, recebendo a ordenação sacerdotal das mãos do Cardeal Richard, então arcebispo de Paris, no dia 30 de maio de 1885. Em outubro do mesmo ano, regressou ao Ceará, sendo encarregado da Igreja do Sagrado Coração de Jesus, construída por seus pais especialmente para ele, inaugurada a 25 de março de 1886, em Fortaleza. Exerceu desde 1885 também o cargo de capelão do Externato de São Vicente de Paulo, onde ensinava catecismo. Em 1887, foi proposto por D. Luis Antônio dos Santos ao governo imperial como seu coadjutor, deixando de acceitar esse cargo por falta de idade.
Em 16 de maio de 1894, por intermédio do cardeal Gotti, núncio apostólico no Brasil, foi nomeado prelado da Casa Pontifícia do papa Leão XIII. No ano seguinte, fez sua segunda viagem à Europa, visitando santuários importantes e sendo recebido em audiência pelo sumo pontífice. De volta ao Brasil, assumiu em caráter efetivo a cadeira de Francês do Liceu do Ceará, onde esteve por quatro anos. Em 1900, participou de uma romaria à Terra Santa, percorrendo toda a Palestina, e dela foi escolhido presidente de honra.
Foi nomeado bispo do Maranhão em 18 de março de 1901, foi sagrado em 16 de junho do mesmo ano, na Igreja do Sagrado Coração de Jesus, em Fortaleza, por D. Joaquim José Vieira, assistindo ao ato os bispos D. Adauto Aurélio de Miranda Henriques, da Paraíba, e D. Antônio Manuel de Castilho Brandão, do Pará. Tomou posse de sua diocese em 5 de julho.
Assim que chegou ao Maranhão, encontrou o prédio em que funcionava o seminário pertencendo ao governo federal, mas logo em 1902, obteve da Assembleia Legislativa uma lei que fizesse doação do edifício à diocese. Havia quinze anos que não se celebrava uma ordenação sacerdotal, restabelecendo os cursos do Seminário com alguns moços do Ceará e da Paraíba, conseguiu ordenar a dez jovens, em menos de quatro anos. Também promoveu a reforma do Palácio Episcopal, com recursos obtidos de doações e de seu próprio bolso.
Resignou ao bispado em 14 de dezembro de 1905, foi designado pelo papa Pio X bispo-titular de Betsaida. Depois de passar alguns meses no Ceará, período em que sagrou a reformada Igreja do Bonfim, em Aracati, e os altares da Igreja de Nossa Senhora do Carmo, em Fortaleza, em setembro de 1906, D. Xisto partiu para a Europa, assentando residência em Paris.
Dom Xisto só retornaria a Fortaleza, em 1917, para celebrar o casamento de uma sobrinha, na Igreja do Sagrado Coração de Jesus, vindo a falecer repentinamente alguns dias depois.
O escritor Pedro Nava que o conheceu familiarmente deixou em suas memórias a descrição que era "um homem alto, hercúleo, dotado de barbas mosaicas e dum nariz aquilino que lhe davam semelhanças ao retrato que Palma, o jovem, fez do Papa Paulo IV, Carafa. Só que Dom Xisto era mais saudável, de perfil mais judaico e à primeira vista, espantava aquela figura de rabino na veste violeta dos bispos católicos. Trajava admiravelmente e todas suas alvas, sotainas, capas, casulas, solidéus, estolas e paramentos vinham diretamente dos costureiros do Vaticano. Sua Cruz Peitoral e Anel Pastoral eram obras d'arte em que cintilavam as ametistas que lhe competiam. Eram dos mestres ourives da Place Vendôme....Mas o fato é que Dom Xisto, farto, acabou resignatário e, a 1 de março de 1906, deixou o Palácio que ele reformara à sua custa, e passou a viver entre a Europa e o Rio com o fausto e a dignidade que lhe permitiam o espírito largo, os vastos cabedais, e sua consciência de homem de bem e de sacerdote regular e piedoso".